# Зірка і Смерть Хоакіна Мур'єти
«Зірка і смерть Хоакіна Мур'єти» (рос. Звезда и смерть Хоакина Мурьеты) — рок-опера Олексія Рибникова і Павла Грушко. Одна з перших рок-опер в СРСР.
Створена з ініціативи режисера Марка Захарова на основі драматичної кантати чилійського поета Пабло Неруди «Сяйво й смерть Хоакіна Мур'єти, чилійського розбійника, підло вбитого в Каліфорнії 23 липня 1853».
17 сезонів йшла на сцені театру Ленком.